# Wa’il Dżalluz
Wa’il Dżalluz, Wael Jallouz (arab. وائل جلوز; ur. 3 maja 1991 w Kurumbalijji) – tunezyjski piłkarz ręczny, reprezentant kraju grający na pozycji rozgrywającego. Od sezonu 2014/15 zawodnik Barcelona Lassa. Zdobył z nią wiele mistrzostw oraz pucharów krajowych. W 2018 roku przeniósł się do mocnej ekipy z Niemiec – Füchse Berlin.

## Kariera
W latach 2010–2013 występował w Tunezji, w drużynie AS Hammamet, z którym zdobył puchar kraju w 2012 oraz brązowy medal mistrzostw Tunezji (2012). W 2010 po raz pierwszy zadebiutował w reprezentacji Tunezji. W 2011 zdobył brązowy medal mistrzostw Świata Juniorów. W październiku 2012 został wypożyczony do drużyny z Arabii Saudyjskiej Mudhar Handball Club na turniej Klubowych Mistrzostw Świata. W 2012 wystąpił na Igrzyskach Olimpijskich w Londynie, gdzie Tunezja zajęła 8. miejsce. Od sezonu 2013/14 przeniósł się do Bundesligi, i występował w drużynie THW Kiel. Jednak po roku zmienił ligę niemiecką na hiszpańską i od 2014 roku występuje w drużynie FC Barcelona. Od 2018 roku reprezentuje barwy drużyny ze stolicy Niemiec Füchse Berlin.

## Sukcesy

### reprezentacyjne
- Mistrzostwa Świata Juniorów:
  -  2011

### klubowe
- Mistrzostwa Tunezji:
  -  2012
- Puchar Tunezji:
  -  2012
- Mistrzostwa Niemiec:
  -  2014
- Mistrzostwa Hiszpanii:
  -  2015, 2016, 2017, 2018
- Puchar Hiszpanii:
  -  2015, 2016, 2017, 2018